# Bassa de la Serra de la Canya
La bassa de la Serra de la Canya (o bassa del Torrent de la Molina) es localitza a 1360 m, al vessant sud de la serra Cavallera, vora la collada del Burguerès, que separa aquesta serra de la serra del Pla de la Guaitada. Està situada al pla d'en Plata, al costat del camí d'Ogassa (pista que va de la Colònia Estabanell a Ogassa).
Es tracta d'una petita bassa d'uns 750 m2 situada en un petit collet que separa el torrent de la Molina (que baixa cap al
nord-est), del torrent d'en Cavats, afluent del torrent del Coll del Pal, que baixa cap al sud. La bassa és afavorida per l'existència d'una petita presa que represa les aigües que baixen cap al sud, cap al torrent d'en Cavats i el torrent del Coll del Pal.
S'han obert unes rases de grans dimensions afavorint la sortida de les aigües cap al Torrent de la Molina, de manera que, a més de malmetre la vegetació d'una extensa zona, s'ha modificat la circulació de les aigües afavorint la dessecació de l'estany i desviant l'aigua que anteriorment baixava sobretot cap al torrent d'en Cavats. S'extreu aigua amb una manguera cap al sud, per restablir potser l'aigua que abans baixava cap aquest torrent de manera natural. Tot i que les rases estan ara (2008) parcialment tancades per aportació de terres, hi ha una pèrdua constant d'aigua, de manera que la bassa té molta menys aigua que la que havia tingut abans d'obrir-se les rases.
A l'entorn de la bassa hi ha prats silicícoles i mesòfils (amb Agrostis capillaris, Festuca nigrescens, Anthoxanthum odoratum, etc.), entre un bosc de caducifolis molt divers, dominat pel faig i amb abundants boixos. Pel que fa a la bassa, destaca l'altíssim recobriment que hi assoleixen els Potamogeton, així com la presència de llenties d'aigua -potser símptoma d'una certa eutrofització provocada pels usos ramaders propers-. S'hi desenvolupa un cinyell helofític dominat per les bogues (Typha sp.), així com un petit sargar. La bassa té també elevat interès per als amfibis i alguns invertebrats.
Tot i que l'entorn és força pasturat, l'existència d'una tanca ramadera al perímetre de l'estany evita l'accés del bestiar.
No hi ha factors que afectin negativament l'espai, tret de l'obertura de rases abans esmentada.
Aquest estany, junt amb l'estany del Tarter i l'estany de la Font de Baix, formava part de l'anterior zona humida "Estanys i basses de la Serra Cavallera" (de codi 0770400). Aquella zona humida s'ha subdividit en tres zones humides independents -ja que es troben força separades i tenen característiques ben diferents-, totes elles integrades dins el complex "Estanys i basses de la Serra Cavallera".